# Алианса Петролера
Алианса Петролера (на испански: Alianza Petrolera) е колумбийски професионален футболен отбор от Баранкабермеха, департамент Сантандер. Създаден на 24 октомври 1991 г., до 2012 г. той играе в колумбийската втора дивизия, преди да дебютира и в Категория Примера А.

## История
Дълги години Алианса Петролера играе в Категория Примера Б, като няколко пъти е близо до промоция в Примера А. Освен в Баранкабермеха, отборът е домакинствал и в Гуарне, департамент Антиокия, Йопал, департамент Касанаре както и във Флоридабланка, Сантандер, докато трае реконструкцията на стадион Дениел Вия Сапата.
2009 г. е слаба за отбора, който завършва Апертура на последно място само с пет точки от пет равенства. Освен това Алианса Петролера е във финансова криза, липсват спонсори, не достигат и играчи и треньори. Пропада и планираният договор за сътрудничество с първодивизионния Мийонариос. Вместо това през 2011 г. отборът сключва договор с Атлетико Насионал, по силата на който Атлетико Насионал праща млади играчи да се обиграват в Алианса Петролера и осигурява средства за заплатата на треньорския щаб. Този договор е подложен на критика, защото в случай на промоция в Примера А той може да представлява нарушение на правилата на Димайор, но собствениците заявяват, че двата отбора продължават да бъдат отделни един от друг и правилата формално са спазени. През 2012 г. Алианса Петролера печели шампионската титла в Примера Б и промоция в най-високото ниво на колумбийския футбол. Малко преди това започва реконструкция на стадиона и отборът играе плейофните мачове в Гуарне и се появяват слухове, че отборът ще се премести постоянно там и ще се прекръсти на Алианса Ориенте, но това не се случва. По-късно собственикът на отбора опровергава и слуховете, че Алианса Петролера ще се премести във Флоридабланка и ще се прекръсти на ФК Алианса. През първата си година в Категория Примера А отборът до последно се бори да не изпадне, а в турнира за Купата на Колумбия стига до полуфинал. През 2014 г. Алианса Петролера се разминава за малко с класиране за плейофите и в двете фази на първенството.

## Успехи
- Категория Примера Б:
  - Шампион: 2012
  - Вицешампион: 2002
- Копа Коломбия
  - Полуфинал: 2012

### Известни бивши футболисти
- Хенри Рохас